# Xã Irving, Quận Faulk, South Dakota
Xã Irving (tiếng Anh: Irving Township) là một xã thuộc quận Faulk, tiểu bang Nam Dakota, Hoa Kỳ. Năm 2010, dân số của xã này là 11 người.